# Trichoniscus pseudopusillus
Trichoniscus pseudopusillus is een pissebed uit de familie Trichoniscidae. De wetenschappelijke naam van de soort is voor het eerst geldig gepubliceerd in 1929 door Alceste Arcangeli.